# Love Hina
Pour les articles homonymes, voir Hina.
 (décembre 2009).
Si vous disposez d'ouvrages ou d'articles de référence ou si vous connaissez des sites web de qualité traitant du thème abordé ici, merci de compléter l'article en donnant les références utiles à sa vérifiabilité et en les liant à la section « Notes et références ».
 (juin 2010).
Autre
Love Hina (ラブ ひな, Rabu Hina) est un manga japonais écrit, dessiné et illustré par Ken Akamatsu. Il a été pré-publié dans le Weekly Shōnen Magazine du 21 octobre 1998 au 31 octobre 2001 puis compilé en 14 volumes chez Kōdansha. Le manga narre l’histoire de Keitaro Urashima et ses tentatives pour retrouver la fille avec laquelle il s’était promis, encore enfant, d’intégrer l’université de Tokyo. Les 14 volumes du manga ont été publiés par Pika Édition en France. Les droits de publication du manga pour la version anglaise ont été acquis par Tokyopop aux États-Unis et au Royaume-Uni, par Madman Entertainment en Australie, par Waneko en Pologne et par Chuang Yi à Singapour.
Deux versions romancées de Love Hina, écrites par deux scénaristes, ont été réalisées au Japon par Kōdansha. La première, Love Hina: Mystery Guests at Hinata Hotel (ラブひな―混浴厳禁‐ひなた旅館へようこそ!), écrite par Sho Aikawa sous le pseudonyme "Kuro Hazuki", a été publiée le 17 mai 2001. La deuxième, Love Hina: Secrets at Hinata Hotel (ラブひな―混浴厳禁 ひなた荘のヒミツ), a été écrite par Hiroyuki Kawasaki et publiée le 15 février 2002 par le même éditeur.
Au Japon, 25 épisodes ont été adaptés du manga, produits par le Studio Xebec et diffusés du 19 avril 2000 au 27 septembre 2000. Ils ont été suivis par un épisode VHS et DVD bonus et trois OAV sous le titre Love Hina Again. La série animée, l’épisode spécial et les OAV ont été adaptés en Amérique du Nord par Bandai Entertainment. En juillet 2007, la licence a été reprise par Funimation Entertainment. En France, la série est adaptée par Déclic Images. La série est adaptée en Australie par Madman Entertainment et au Royaume-Uni par MVM Films.
Love Hina a rencontré un énorme succès et une grande popularité partout dans le monde et Au Japon, le manga a été vendu à plus de 6 millions d’exemplaires et plus d'un million de DVD vendu.

## Synopsis
Keitarō Urashima est un jeune homme de 20 ans qui essaie tant bien que mal d'intégrer la prestigieuse Tōdai, afin de tenir la promesse qu'il a faite à une fille quinze ans plus tôt. Il caresse l'idée de la revoir là-bas ; il a échoué deux fois au concours d'entrée, il ne se souvient plus du prénom de la jeune fille et sait encore moins à quoi elle ressemble.
Mis à la porte par ses parents, Keitarō espère pouvoir être hébergé par sa grand-mère qui possède une auberge traditionnelle : l'Hôtel Hinata. À son arrivée cependant, il ne trouve personne et pense pouvoir prendre un peu de bon temps dans le rotenburo. Il sera malheureusement pris pour un voyeur car depuis son enfance, l'hôtel est devenu une pension pour jeunes filles (dortoir). Tiré cependant du mauvais pas par sa tante, il commence alors une nouvelle vie comme gérant de la pension...

## Chronologie
- 5 janvier 1978 : naissance de Keitaro Urashima.
- 3 mars 1978 : naissance de Mutsumi Otohime.
- 31 août 1979 : naissance de Mitsune "Kitsune" Konno.
- 25 mars 1981 : naissance de Naru Narusegawa.
- 1er décembre 1982 : naissance de Motoko Aoyama.
- Mars 1984 : Deux enfants, dont Keitaro, se font la promesse de se retrouver à Tōdai.
- 1er novembre 1984 : naissance de Kaolla Sū.
- 15 novembre 1985 : naissance de Shinobu Maehara.
- 1999 : début de l'histoire, Keitaro et Naru échouent à Tōdai.
- Elle décide de partir, se retrouve nez à nez avec lui et ils rencontrent finalement Mutsumi, qui a aussi échoué aux examens.

## Univers

### Ridd et ses amis
Ridd et ses amis (リッドくんの大冒険, Riddo-kun no daibōken, Les grandes aventures de Riddo-kun) est une mise en abyme : une fiction dans la fiction.
L'anime, populaire dans les années 1980 alors que Naru, Mutsumi et Keitarō étaient enfants, peut rappeler par certains points Alvin et les Chipmunks, série animée américaine des années 1980. Il raconte l'histoire de trois écureuils de couleur jaune pâle et de l'amitié qui les lie bien au-delà de leurs aventures.
Le show en lui-même n'a que peu d'importance dans le déroulement de Love Hina, cependant il est un des liens qui formaient l'amitié de Naru, Mutsumi et Keitarō dans les années 1980. En effet comme beaucoup de show destiné à un public en bas âge, il traitait de valeurs comme l'« amitié » ou l'« effort dans le travail », les messages contenues dans Ridd a donc fortement influencé les trois amis dans leurs vies. Naru possède une peluche Ridd que Mutsumi lui avait offerte.
- Personnages :
  - Ridd est le héros de l'anime, il ne ressemble que vaguement à un écureuil tellement son physique est modifié pour être mignon.
  - Le Prof est un des amis de Ridd, il ressemble à celui-ci si ce n'est qu'il porte des lunettes.
  - L'idiot est un des amis de Ridd, il ressemble à celui-ci si ce n'est qu'il a les yeux constamment fermés.

## Manga

### Fiche technique
- Édition japonaise : Kōdansha
  - Nombre de volumes sortis : 14 (terminé)
  - Date de première publication : avril 2000
  - Prépublication : Weekly Shōnen Magazine
- Édition française : Pika Édition
  - Nombre de volumes sortis : 14 (terminé)
  - Date de première publication : janvier 2002
  - Format : 120 mm x 180 mm

## Anime

### Série d'animation
Avec le succès du manga, Love Hina a été adapté en une série animée de 25 épisodes. Elle est le fruit de plusieurs personnes dont : Yoshiaki Iwasaki, le réalisateur; Sho Aikawa, le scénariste principal; Makoto Uno, le concepteur de personnages et les employés du Studio Xebec qui se sont chargés de l'animation. La série animée s'inspire librement des sept premiers tomes du manga, mais demeure fidèle à la trame originale. Quelques portions de l'histoire sont ignorées et de nouveaux personnages font leur apparition modifiant immanquablement l'intrigue et justifiant quelques fantaisies non présentes dans le manga. On constate aussi l'absence de certains thèmes récurrents notamment la relation alambiquée entre Keitarō, Naru et Mutsumi et la promesse qui les relie.
Jusqu'au 24e épisode, on assiste à une suite d'événements cohérents qui préparent petit à petit le dénouement final. Le dernier épisode, qui est censé clore le récit, relance plutôt le scénario sur une nouvelle voie inachevée. Nombre de téléspectateurs ont été confus et laissés sur leur faim, car finalement, ils ne connaissaient ni le dénouement des premiers épisodes ni la suite du 25e épisode. Or, ce revirement était involontaire puisque cet épisode final était en réalité le premier épisode d'une nouvelle saison qui, par manque de budget, ne vit jamais le jour.
Au Japon, un 26e épisode spécial a été diffusé à la suite de l'enregistrement d'un concert regroupant tous les doubleurs qui ont participé au succès de la série animée. Celui-ci est un récapitulatif de l'ensemble des épisodes précédents condensé en un seul.
Par après, les profits importants générés par l'anime ont permis la production de deux épisodes spéciaux : Christmas Special et Spring Special. Par l'entremise des nouveaux événements, le scénario s'est approché de plus en plus près du dénouement auquel s'attendaient les téléspectateurs au terme de la série animée. Une OAV en trois parties intitulée Love Hina Again fut également produite.
La série animée a été diffusée en France sur Game One avant de faire l'objet d'une diffusion nationale hertzienne sur France 2 dans l'émission KD2A (2 épisodes seulement). Depuis, elle a été rediffusée essentiellement sur le satellite ou la TNT, notamment sur France 4.

#### Fiche technique
- Année : 2000
- Réalisation : Yoshiaki Iwasaki
- Character design : Uno Makoto
- Musique : Koichi Korenaga
- Animation : Studio Xebec
- Auteur original : Ken Akamatsu
- Licencié en France par : Déclic Images
- Nombre d'épisodes : 30 (25 pour la série + 2 films d'animé + 3 OAV : Love Hina Again)

### OAV
Love Hina Again (ラブひな, Rabu Hina Agēn) reprend là où s'est arrêté Love Hina: Spring Special et conclut l'histoire de l'anime. L'OAV est beaucoup plus fidèle au manga que la série animée et les films en reprenant le style graphique et l'humour risqué de l'œuvre originale. Love Hina Again suit l'intrigue du manga plutôt que celle amorcée par l'anime en couvrant librement les tomes 11 et 12.
Keitarō a enfin intégré l'université de Tokyo et sa sœur adoptive, Kanako Urashima, est devenue la nouvelle gérante de la Pension Hinata. Les pensionnaires la voient d'un mauvais œil lui reprochant d'être importune et d'avoir recours à des moyens sournois pour en arriver à ses fins. Tous souhaitent que Keitarō revienne des États-Unis. À son retour, Kanako lui révèle qu'il a jadis promis au cours de son enfance qu'ensemble ils assumeraient un jour la gérance d'une auberge. Keitarō la considère comme une sœur, mais celle-ci le voit en tant qu'homme et non pas en simple frère. Kanako désire plus qu'un amour fraternel, elle souhaite ardemment nouer une relation amoureuse avec son frère. Ainsi, elle essaie par tous les moyens d'éloigner Naru de lui, car elle la considère comme une rivale. Ses efforts se révèlent inutiles, car Naru réussit au terme de l'OAV à avouer son amour pour Keitarō. Love Hina Again se conclut par un baiser passionné entre les deux tourtereaux.
Le téléspectateur connaît enfin le dénouement final, mais ce n'est pas tout à fait fini. Ceux qui ont acheté la Love Hina Again Original Soundtrack peuvent écouter la suite de l'OAV, car outre les chansons, certains pistes sonores sont des drama constituant d'une certaine façon le quatrième épisode de Love Hina Again. Ils sont entièrement en japonais et poursuivent l'histoire qui s'était arrêtée à la fin du troisième épisode. Cet épisode se termine par le rêve de Naru dans le train, un passage similaire que l'on retrouve dans le 14e tome du manga.

### Doublage
|                         | Voix japonaises    | Voix françaises   |
| ----------------------- | ------------------ | ----------------- |
| Keitarō Urashima        | Yūji Ueda          | Charles Pestel    |
| Naru Narusegawa         | Yui Horie          | Barbara Tissier   |
| Mutsumi Otohime         | Satsuki Yukino     | Virginie Ledieu   |
| Kanako Urashima         | Natsuko Kuwatani   | NA                |
| Shinobu Maehara         | Masayo Kurata      | Frédérique Marlot |
| Motoko Aoyama           | Yū Asakawa         | Nathalie Homs     |
| Kaolla Sû               | Reiko Takagi       | Jackie Berger     |
| Mitsune Konno (Kitsune) | Junko Noda         | Laura Préjean     |
| Haruka Urashima         | Megumi Hayashibara | Cécile Musitelli  |
| Seta Noriyasu           | Yasunori Matsumoto | Vincent Ropion    |
| Sarah McDougall         | Yumiko Kobayashi   |                   |
| Nyamo Namo              | Nana Mizuki        |                   |
| Kentaro Sakata          | Ryōtarō Okiayu     | Thierry Bourdon   |
| Tsuruko Aoyama          | Miki Nagasawa      |                   |
| Shirai Kimiaki          | Michio Miyashita   | Benjamin Pascal   |
| Haitani Masayuki        | Hiroyuki Yoshino   |                   |
| Tamago Onsen            | Yukie Maeda        | NA                |
| Kuro                    | Yuki Matsuoka      | NA                |
| Kikuko Ogami            | Madoka Akita       | Frédérique Marlot |

## Produits dérivés
Son succès mondial a entrainé comme souvent une exploitation commerciale, créant ainsi de nombreux produits dérivés. Outre la série animée et les différents films et OAV, il est en effet possible de trouver :
- Deux romans (Love Hina : the novel) étendant notamment l'histoire des personnages secondaires[3],
- Plusieurs jeux vidéo,
- Une très grande quantité de goodies tels que OST, statuettes à l'effigie des personnages etc.

### Jeux vidéo
Tous les jeux Love Hina sont exclusivement sortis aux japon.
- 2000 - Love Hina no Engage Totsuzen Happening (Dreamcast)
- 2000 - Love Hina: Ai wa Kotoba no Chuu ni (PlayStation)
- 2000 - Love Hina 2: Kotoba wa Konayuki no you ni (PlayStation)
- 2001 - Love Hina: Smile Again (Dreamcast)
- 2001 - Love Hina Pocket (Game Boy Color)
- 2001 - Love Hina Party (Game Boy Color)
- 2001 - Love Hina Advance (GBA)
- 2003 - Love Hina Gojasu: Chiratto Happening!! (PlayStation 2)

## Distinctions
- Prix du manga Kōdansha dans la catégorie shōnen en 2001.
- Best Manga, USA Release à l'Anime Expo en 2002.